# 三島海雲
三島 海雲（みしま かいうん、1878年〈明治11年〉7月2日 - 1974年〈昭和49年〉12月28日）は、明治・大正・昭和時代の日本の実業家。特に「カルピス」生みの親、カルピス株式会社の創業者として著名。

## 略歴
- 1878年（明治11年）7月2日、大阪府豊島郡下萱野村（現・箕面市）の浄土真宗本願寺派水稲山教学寺（現在は箕面市稲2丁目6-15）の住職の子息として生まれる。13歳で得度する。
- 1893年 - 京都西本願寺文学寮（現在の龍谷大学）に入学し、生涯を通じた知己となる杉村楚人冠の教えを受ける。杉村楚人冠は後にジャーナリスト、随筆家、俳人。
- 1899年 - 卒業後英語教師として、山口の開導教校に赴任するも、その職を辞し、仏教大学（現在の龍谷大学）に編入。
- 1902年 - 23歳の時に中国大陸に渡り、北京、東文学社の教師となる。
- 1903年 - 東文学社で出会った友人、土倉五郎と雑貨貿易商「日華洋行」を設立。馬車を引き、大陸各地で日本の雑貨等を販売。
- 1904年 - 日本軍部から軍馬調達の指名を受け、内蒙古（現内モンゴル自治区）に入り、ケシクテン（克什克騰）でジンギスカンの末裔、鮑  （ホウ）一族の元に滞在。酸乳に出会う。現地で体調を崩し、瀕死の状態にあったが、すすめられるままに酸乳を飲み続けたところ回復を果たしたという。海雲はのちに、「異郷の地で不老長寿の霊薬に出遭った思い」だったと記している。
- 1905年 - 東京で野村礼譲(文学寮同窓)の紹介で、肝胆相照らす仲となる東京帝大生、羽田亨と出会う。羽田は東洋史学者、京都大学元総長。
- 内蒙古にて牧場経営をはじめる。
- 1909年 - 大隈重信伯爵の薦めで、内蒙古で綿羊の改良に着手
- 1915年 - 辛亥革命を機に日本に帰国。内蒙古での自らの体験をもとに、酸乳、乳酸菌を日本に広めることを志し、製品開発に取り組む。
- 1917年 - カルピス社の前身となるラクトー株式会社を恵比寿に設立。発酵クリーム「醍醐味」、脱脂乳に乳酸菌を加えた「醍醐素」、 生きた乳酸菌が入った「ラクトーキャラメル」などを開発、販売するが失敗。しかし海雲の人望は厚く、この間にも多くの財界人などから援助を得た。
- 1919年 - 試行錯誤の末、世界で初めての乳酸菌飲料の大量生産に成功。7月7日にカルピスとして発売する。
- 1923年 - 関東大震災の折、渇水した地区に「カルピス」をトラックで配布。
- ラクトー株式会社をカルピス製造株式会社に商号変更。

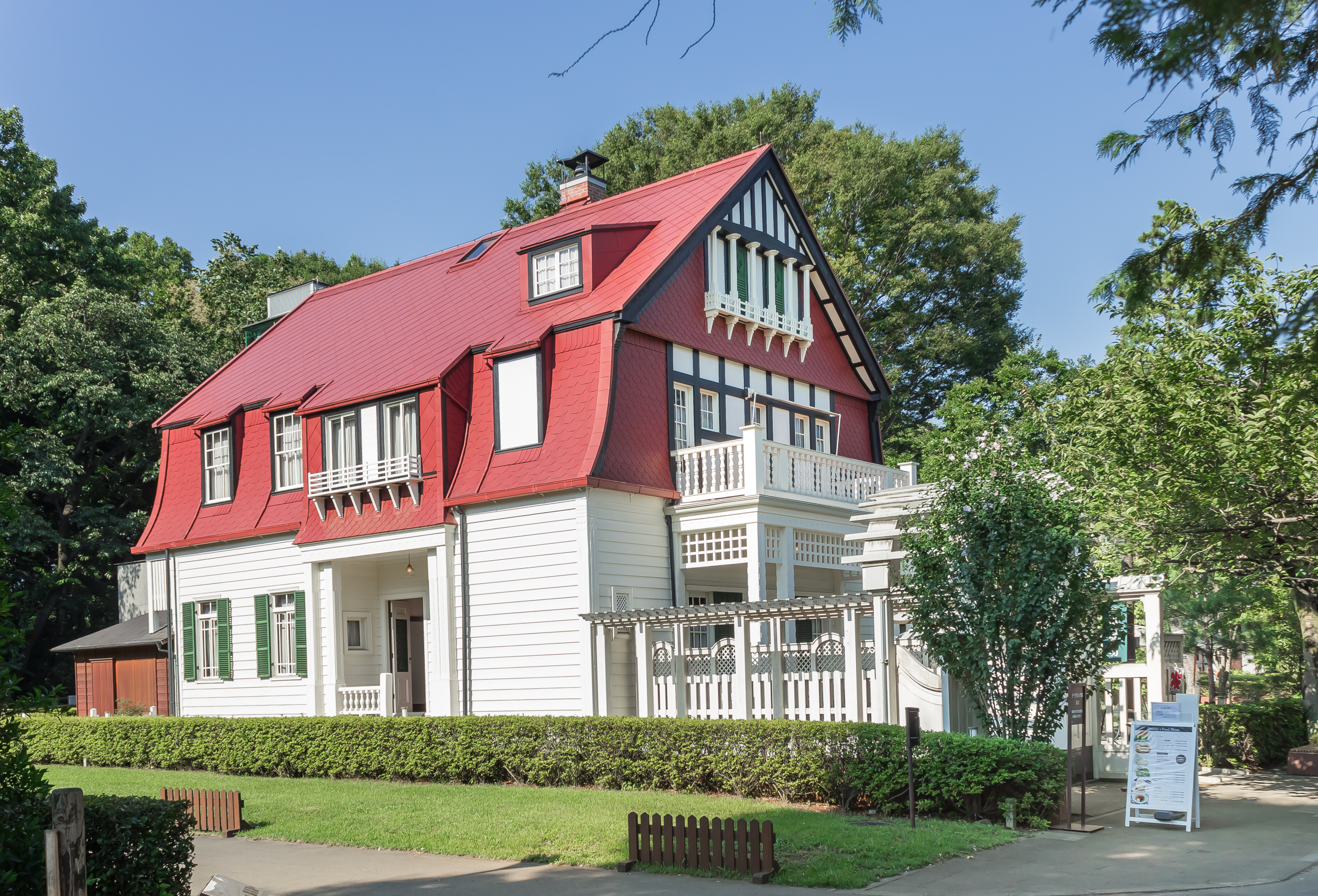
三島が1956年から住んだデ・ラランデ邸

- 1937年 - カルピス製造株式会社 資本金五十万円から百万円に増資。
- 1947年 - 蜂蜜・ローヤルゼリーを製造販売する三島食品工業株式会社を設立。
- 1949年 - カルピス社、東京証券取引所に株式上場。
- 1956年 - 東京大学 坂口謹一郎博士の協力により、果汁を使用したヨーグルトの開発に成功。ピルマン製造株式会社（現・パンピー食品株式会社）を海雲個人とカルピス、明治乳業の出資により設立。
- 1962年 - 三島海雲記念財団[1] を設立。
- 1967年 - 財団の寄付行為として、京都大学、羽田記念館を寄贈し完成。
- 1974年 - 96歳で死去。没後に正五位追叙[2]。

## 特色
- 海雲はマーケティング活動にも秀でていた。「カルピス」という特色ある商品名の考案、「初恋の味」というキャッチフレーズの採用（フレーズの自体は、三島の文学寮時代の後輩である驪城（こまき）卓爾が『甘くて酸っぱい「カルピス」は「初恋の味」だ。これで売り出しなさい』と提案したもの）のほか、有名な黒人マーク（1990年に使用を中止）は今でいう国際コンペで募集されたものである[3]。また、関東大震災時に善意から無料でカルピスを配給したる[3]こともカルピスの知名度向上に貢献した。1920年に動物愛護会とのタイアップによる伝書鳩レース、1926年には日比谷公園での囲碁大会[4]など、今でいうところの企業広告、PR活動を展開した。
- 「カルピス」の商品名はサンスクリット語の仏教用語が語源である[5]。このように海雲の生涯の根底には仏教精神、仏教哲学があり、学生の頃より、「国利民福」（国の利益と人々の利益）を旨としていた[3]。

## 思想

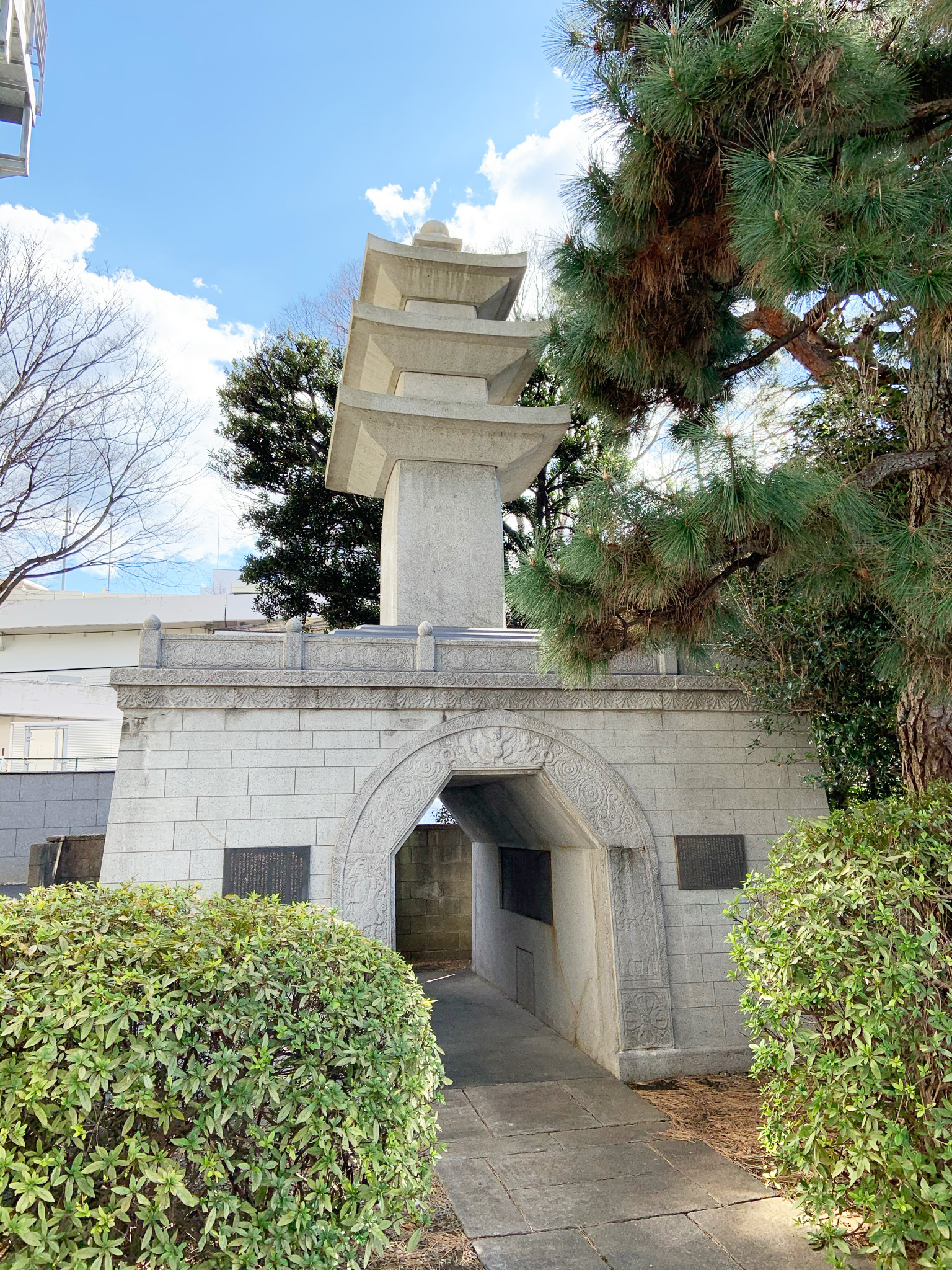
築地本願寺和田堀廟所にある三島海雲翁顕彰碑。基壇は、若き日の三島がカルピスを開発するきっかけとなったモンゴルへの旅にちなみ、中国の居庸関をかたどっている。基壇の洞門内壁には仏教関係の言葉が、日本語(漢字とひらがな)・英語・漢文(漢字のみ)・ランジャナー文字・ウイグル文字・チベット文字・パスパ文字・西夏文字で刻まれている。

- 「『お釈迦様は、一切の行動の効果を有するものは唯私欲を離れし、根本より生ずる』といわれた。私が今日あるのは先達、友人、知己、国民大衆の方々のカルピスに対する惜しみない声援によるものである。したがって得られた財物は1人三島海雲のものではない。あげて社会にお返しすべきだ。「本財団の基本金はきわめて僅少である。しかし、創設者　三島海雲の現有全財産を注入したものである。その狙うところは、私欲を忘れて公益に資する大乗精神の普及に在る。広野に播かれた一粒の麦になりたいのである。」[6]
- 「人の短を道（い）うなかれ、己の長を説くなかれ。人に施しては慎んで、念（おも）うなかれ。施を受けては慎んで、忘るるなかれ（後略）」、「私が若人に望むことは、“私心を離れよ。そして大志を持て”ということである。」（講演会にて）
- 「人間は正直であらねばならない。売る品物も正直でなくてはならない。ハチミツを通じて健康を売るのだから、いいものを正直に正しく売りなさい」（三島食品工業での戒め）
- また＜カルピス文化叢書＞で東洋史学者の 矢野仁一・小島祐馬・桑原隲蔵・羽田亨の講演録を再刊するなど東洋文化興隆に晩年力を入れた。

## 家族
- 父・三島法城[7]
- 妻・千代野（1886年生） - 奈良、河合英隆妹[7]
- 男・三島克騰（1909年生） - カルピス専務。娘婿にインターロック会長・吉田剛。親戚（吉田の姉の嫁ぎ先）にロート製薬創業家。[8][7]
- 女・清（1906年生）[7]
- 女・菊子（1907年生）[7]

## 関連・参考文献

### 著書
- 「初恋五十年」(ダイヤモンド社、昭和40年)
- 「長寿の日常記」(日本経済新聞社、昭和41年)（のち『私の履歴書 経済人.10』 各日本経済新聞社、2004年復刻）

### 評伝研究
- 「不老長寿と初恋の味」（『発明立国ニッポンの肖像』 上山明博、文春新書、2004年）
- 「不老長寿を追い求めた九十七年の生涯」（『ジャパニーズ・インベンションズ』 上山明博 Kindle版、2014年）
- 後藤文顕「カルピス創業者　三島海雲の企業コミュニケーション戦略」（学術出版会「学術叢書」、2011年）
- 山川徹「カルピスをつくった男　三島海雲」（小学館、2018年）